# Sant Martí de Peralada
Sant Martí és una església al nucli de Peralada (Alt Empordà), inclòs en l'Inventari del Patrimoni Arquitectònic de Catalunya. l'església de Sant Martí és un edifici de grans dimensions, d'una nau amb capelles laterals, creuer amb cúpula i absis poligonal. La nau és coberta amb volta de llunetes; el mateix tipus de coberta presenten les capelles laterals, el transsepte i la capçalera. La façana té una composició senzilla: Una porta modificada de maó, rectangular, amb una fornícula al damunt d'arc de mig punt, i un òcul situat a la part superior. El campanar es troba a la dreta; és de base quadrada, fet amb carreus ben tallats. A la part superior té quatre grans obertures d'arc de mig punt motllurades i merlets de coronament de maó i pedruscall.
Hi trobem alguns elements romànics, situats al mur lateral de migdia, davant la plaça de Mossèn Pere Dausà. Aquest fragment de parament és l'únic conservat del període romànic, i té un aparell de pedres irregulars. A la part superior hi ha una obertura d'arc de mig punt, atrompetada, amb dovelles de pedres molt ben escairades. Al mateix mur, situat a un nivell més baix, hi ha un timpà corresponent a una porta romànica. És d'arc de mig punt i conserva relleus decoratius. A l'espai interior del timpà hi ha una inscripció sepulcral amb lletres gòtiques que fan referència al soterrament de Bernat Dorca, mort el 1225.

## Història
Sant Martí de Peralada apareix documentada des del 1002, en una epístola del papa Silvestre II al bisbe Odó que confirmava diverses possessions de la Seu de Girona, encara que és probable que existís anteriorment. D'aquest primer període es conserven alguns vestigis, tot i que corresponen a diverses etapes constructives. L'autor Joan Badia data el parament entre els segles x i xi, i la finestra i el timpà en els segles xii i xiii.
El campanar és gòtic, dels segles XIV-XV. L'actual aspecte del temple de Sant Martí de Peralada correspon a una reconstrucció realitzada el segle xviii, encara que l'església existia des de l'època romànica.